# Thousand Oaks
Thousand Oaks (deutsch Tausend Eichen) ist eine Stadt im Ventura County im US-Bundesstaat Kalifornien mit 126.966 Einwohnern (Stand: 2020). Sie liegt gut 50 km nordwestlich vom Stadtkern von Los Angeles.
Das Stadtgebiet hat eine Größe von 142,5 km². Ein Teil davon wird auch als Westlake Village bezeichnet, obwohl es administrativ nicht zur gleichnamigen Nachbarstadt im Los Angeles County zählt.

## Bildung
Die California Lutheran University (CLU) in Thousand Oaks zählt etwa 5000 Studenten, die auf dem Universitätsgelände wohnen. Unter zahlreichen Austauschprogrammen in viele Länder unterhält sie auch ein Programm mit der Martin-Luther-Schule in Rimbach im Odenwald (Hessen).

## Wirtschaft
Amgen, eines der größten Biotechnologieunternehmen, sowie Sage Publications, haben ihren Hauptsitz in Thousand Oaks.
| Unternehmen                           | Mitarbeiter |
| ------------------------------------- | ----------- |
| Amgen Inc.                            | 5000        |
| Conejo Valley Unified School District | 2959        |
| Los Robles Regional Medical Center    | 1800        |
| California Lutheran University        | 1349        |
| Skyworks Solutions Inc.               | 606         |
| Takeda Pharmaceutical Company         | 555         |
| PennyMac                              | 533         |
| City of Thousand Oaks                 | 516         |
| AmeriHome Mortgage                    | 463         |
| University Village                    | 324         |
| Quelle:                               |             |

## Söhne und Töchter der Stadt
- John Corabi, (* 1959), Gitarrist und Sänger, ehemaliges Mitglied von Mötley Crüe[5]
- Lisa Wilcox (* 1966), Dressurreiterin
- David Collins (* 1969), Ruderer[6]
- Chloe (* 1971), Pornodarstellerin, Filmregisseurin und -produzentin
- Richard Gunn (* 1975), Schauspieler
- Chloe Hunter (* 1976), Model und Schauspielerin
- Patrick Long (* 1981), Autorennfahrer
- Cory Williams (* 1981), Schauspieler und YouTube-Persönlichkeit
- John Mayer (* 1982), Volleyball- und Beachvolleyballspieler
- Amanda Bynes (* 1986), Schauspielerin
- Heather Morris (* 1987), Schauspielerin, Tänzerin, Sängerin und Model
- Marcos Giron (* 1993), Tennisspieler
- Abby Sunderland (* 1993), Seglerin
- Trevor Moore (* 1995), Eishockeyspieler
- Jordan Mageo (* 1997), Leichtathletin aus Amerikanisch-Samoa
- Olivia O’Brien (* 1999), Sängerin
- Claire Liu (* 2000), Tennisspielerin